# Rhytidicolus structor
Rhytidicolus structor är en spindelart som beskrevs av Simon 1889. Rhytidicolus structor ingår i släktet Rhytidicolus och familjen Cyrtaucheniidae.
Artens utbredningsområde är Venezuela. Inga underarter finns listade i Catalogue of Life.